# Тешань (община)
Община Тешань (босн. и хорв. Opština Tešanj, серб. Општина Тешањ) — боснийская община, расположенная в центральной части Федерации Боснии и Герцеговины. Административным центром является город Тешань.

## География
Располагается в центре, ближе к северо-востоку Боснии и Герцеговины. Граничит с общинами Теслич, Добой, Добой-Юг, Усора и Маглай. Площадь составляет 163 км² (до войны площадь составляла 223 км²). Высота над уровнем моря в среднем составляет 230 м. Умеренно континентальный климат. Плотность населения: 320 человек/км².

## Население
По данным переписи населения 1991 года, в общине проживали 48480 человек из 47 населённых пунктов. По оценке на 2012 год население составляет 48427 человек.

## Населённые пункты
Бейичи, Блажевци, Бобаре, Буква, Церовац, Чагличи, Чифлук, Доброполе, Дринчичи, Джимилич-Плаее, Ябланица, Елах, Елах-Поле, Еваджие, Калошевич, Карадаглие, Копривци, Крашево, Лепеница, Логобаре, Лончари, Летинич, Медаково, Мекиш, Миляновци, Мркотич, Нови-Миляновци, Ново-Село, Оманьска, Орашье-Плане, Пилюжичи, Поточани, Путешич, Радуша, Рипна, Росуле, Сивша, Средня-Оманьска, Шие, Тешань, Тешанька, Трепче, Туговичи, Витковци, Врела, Вуково, Жабляк